# Румянцев, Алексей Матвеевич
Алексе́й Матве́евич Румя́нцев (3 (16) февраля 1905, Костромская губерния — 1 декабря 1993, Москва) — советский и российский экономист, сторонник и проводник идей еврокоммунизма, обществовед, социолог. Академик АН СССР (1966, членкор с 1960), доктор экономических наук, профессор. Член-корреспондент Академии наук ГДР (1967).
Член КПСС с 1940 года, член ЦК (1952—1976). Депутат Верховного Совета СССР (1954—1962), сподвижник Н. С. Хрущёва.

## Биография
Родился в дер. Минцово Галичского уезда Костромской губернии (ныне Костромская область).
Окончил Харьковский институт народного хозяйства (1926).
- в 1925—1927 и в 1928—1929 работал в Народном комиссариате земледелия Украинской ССР;
- в 1927—1928 служил в РККА.

### Сподвижник Хрущёва
Работая в Харькове (столице Украинской ССР), Румянцев сблизился с местным партийным деятелем Н. С. Хрущёвым.
- в 1929—1930 работал в Народном комиссариате юстиции Украинской ССР;
- в 1930—1943 — на научной, преподавательской работе: 1930—1933 годы аспирант НИИ экономики и организации промышленности, одновременно доцент, декан Инженерно-экономического института, затем 1933—1936 профессор Харьковского университета, в 1936—1941 зав. кафедрой политэкономии машиностроительного института в Харькове.

В 1940 г. в Институте экономики АН СССР защитил кандидатскую диссертацию «Возникновение частной собственности на движимое имущество», научным руководителем был Константин Островитянов, оппонентом Д. Т. Шепилов.
С 1943 года на партийной работе (Харьковская область), в 1946—1949 годах секретарь Харьковского областного комитета КП(б) Украины.
- с 1949 был заведующим кафедрой Харьковского политехнического института;
- в 1950—1952 — директор Института экономики Академии наук Украинской ССР, руководитель Отделения общественных наук Академии наук Украинской ССР;
- Июль 1952 — 25 марта 1953 — заведующий Отделом экономических и исторических наук и высших учебных заведений ЦК ВКП(б) — КПСС;
- в 1953—1955 — заведующий Отделом науки и культуры ЦК КПСС;
- в 1955—1958 — главный редактор журнала «Коммунист»;
- в 1958—1964 — шеф-редактор журнала «Проблемы мира и социализма», редакция которого находилась в Праге и стала центром сколачивания блока еврокоммунистов[1];
- 1960 — член-корреспондент Академии наук СССР по Отделению экономических, философских и правовых наук (политическая экономия социализма).

### Сторонник Либермана и Солженицына
Реформа советской экономики по модели Е. Г. Либермана, которую также называют Косыгинской реформой, зарождалась при Хрущёве, в 1957 году, как отголосок дискуссии сталинской эпохи, обозначенной в книге И. В. Сталина «Экономические проблемы социализма в СССР» (1952). В 1962 году Румянцев, пользуясь личными связями с Хрущёвым, пробил публикацию статьи Либермана в «Правде». Историк Е. Ю. Спицын напоминает, что в тот момент сам А. Н. Косыгин был противником идей Либермана.
Эта публикация вызвала новые дискуссии в среде экономистов, руководстве партии и государства и закончилась уже в 1964 году, когда Хрущёва отправили в отставку. Однако к этому времени Косыгин поменял своё мнение о предлагавшихся Либерманом моделях: по мнению Е. Ю. Спицына, на него повлияло знакомство с опытом Великобритании и Югославии (в частности, дуалистическим планированием: на уровне государства и на уровне предприятия). В западной литературе последующая реформа носит имя «либерманизации».
В 1964—1965 — главный редактор «Правды». В сентябре 1965 года с подачи Ю. Карякина готовился опубликовать в газете главы из романа А. И. Солженицына «В круге первом», не принятого к публикации журналом «Новый мир» из-за негативной реакции ЦК КПСС.
Румянцев был снят с поста из-за недовольства Л. И. Брежневым его статьёй «Партия и интеллигенция». Как описывает этот случай спустя многие годы давний «правдист» Виктор Кожемяко, он «едва приступив к редакторским обязанностям, слёг в больницу после резкого выговора „свыше“ за одну из острых публикаций. Слёг, пролежал почти год и в редакцию фактически уже не вернулся». Судя по воспоминаниям А. И. Солженицына, дело обстояло всё-таки не так, и в сентябре 1965 года Румянцев ещё был на посту: "По-ребячьи поверил вздорным заявлениям Ю. Карякина, что его очень либеральный шеф Румянцев готов напечатать «одну-две безопасных главы из „Круга“…» Обезумел".

### Функционер науки
- сентябрь 1965 — июль 1966 — и. о. академика-секретаря Отделения экономики Академии наук СССР;
- 1966 — академик Академии наук СССР по Отделению экономики (экономика);
- в 1966—1967 — академик-секретарь Отделения экономики Академии наук СССР;
- 17 мая 1967 — 28 мая 1971 — вице-президент Академии наук СССР, отвечающий за общественные науки;

При его поддержке на базе Отдела конкретных социологических исследований Института философии АН СССР был создан Институт конкретных социальных исследований (ИКСИ) АН СССР — первый социологический институт. В 1968—1972 — директор новосозданного Института конкретных социальных исследований.
Н. И. Лапин вспоминал, что после происшедшего с Ю. А. Левадой «противодействие в ЦК нарастало, и оно сосредоточилось на Алексее Матвеевиче Румянцеве как ключевой фигуре. Усиливалось подозрительное отношение к институту и его директору… В итоге Румянцев принуждён был подать в отставку одновременно с двух постов — и директора института и вице-президента Академии наук». В 1972 ИКСИ как слишком «либеральный» научный центр был подвергнут реорганизации в Институт социологических исследований, которая сопровождалась увольнением многих ведущих сотрудников (таких как Ю. А. Левада, И. С. Кон, А. А. Галкин и др.). Был вынужден покинуть пост директора и А. М. Румянцев.
С 1971 член Президиума АН СССР.
Был одним из академиков АН СССР, подписавших в 1973 году письмо учёных в газету «Правда» с осуждением «поведения академика А. Д. Сахарова». В письме констатировалось, что Сахаров «выступил с рядом заявлений, порочащих государственный строй, внешнюю и внутреннюю политику Советского Союза», а его правозащитную деятельность академики оценивали как «порочащую честь и достоинство советского учёного».
Был членом Главной редакции «Большой советской энциклопедии» 3-го издания; главным редактором Экономической энциклопедии «Политическая экономия»; председателем первого научного совета по социологии — Научного совета по проблемам конкретных социальных исследований АН СССР. Под его редакцией вышел учебник политической экономии, являвшийся основным при преподавании этого предмета, обязательного для студентов всех специальностей.
Скончался А. М. Румянцев 1 декабря 1993 года, похоронен в Москве, на Троекуровском кладбище.
Награждён двумя орденами Ленина, орденом Октябрьской Революции, двумя другими орденами, а также медалями.

## Семья
- Жена — Александра Сергеевна Мазлах (1910—1995), дочь экономиста и революционера Сергея Михайловича Мазлаха (настоящая фамилия Робсман, 1878—1937), первого начальника Государственной службы статистики Украины.
  - Дочь была замужем за доктором экономических наук Виктором Даниловичем Белкиным[11].

## Отзывы
Ю. А. Левада: «Он явился воплощением определённого типа партийного деятеля — партийного либерала, не столь далёкого от литературных либералов».
«Человек чести, сторонник социализма „с человеческим лицом“», — так характеризовала его И. Н. Зорина.
По мнению В. А. Ядова Румянцев создал в институте 

«прекрасную либеральную атмосферу. Лишь временами он собирал руководство института — руководителей крупных проектов, отделов, заместителей директора — и просто мы говорили на разные темы, как правило, даже не столько административные вопросы обсуждались … его интересовало содержание, как у нас идёт дела, в каком направлении, какие проблемы будем изучать. Румянцев активно настаивал на том, чтобы мы использовали госстатистику, потому что социологи ею вообще пренебрегали… Он сказал на одном собрании, довольно узком: „Вы знаете, когда размышляю о ситуации в нашей стране, в обществе в целом, я думаю, что все формации возникли естественным путём, и только социалистическая формация возникла организованно — путём организованных действий масс. Не отсюда ли все наши проблемы? Вот над этим надо подумать“. Он вообще иногда собирал нас за тем, чтобы предложить какую-нибудь генеральную философскую идею: „Подумайте над этим…“ Ничего не диктовал, не вникал детально ни в один проект. Но предлагал какой-то предмет для размышлений».
Л. В. Карпинский вспоминал:

«Я бы определил такое его социальное качество, что ли, тип, довольно редкий в то время: интеллигентный марксист, сторонник, если можно так выразиться, правового социализма. Ещё я его называл про себя „пражский социал-демократ“. Он же приехал из журнала „Проблемы мира и социализма“. (Там были Грушин, Карякин, Борис Пышков — и все они потянулись к нему, именно зная его…)…

Был эпизод, который доказывает, что вопрос о правах личности, в том числе праве на своё мнение, он высоко ценил. Это эпизод с Борисом Орловым, собкором „Известий“, который тогда не захотел описывать оккупацию в Праге. Из Чехословакии его вернули, он долго был не у дел, не знали, куда его „приткнуть“. Ввиду того, что я знал Румянцева ещё по „Правде“, и он уже организовывал Институт социологии, я помню, попросил его о встрече. Мы ехали в его машине, я очень хорошо охарактеризовал Бориса и просил взять его на работу. Конечно, возьму, говорил Алексей Матвеевич, конечно. Но он интересно это объяснял. Мы правильно поступили, что вступили в Прагу, прекратили контрреволюцию. Но каждый человек имеет право не сразу это понять, имеет право усомниться… Поэтому какие могут быть вопросы? Вы говорите, он хороший работник, честный человек. Да, он, наверное, честно усомнился в правильности принятого решения. Разве можно за это наказывать? Я в ЦК всё время говорил, что многие люди не сразу нас поймут. Надо терпеливо их выслушивать, перевоспитывать. <…> Вот такой был Алексей Матвеевич. Но тем не менее его институт по тем временам был отдушиной, крышей, где была полная возможность продвигать дело вперёд по заранее заданному направлению. По крайней мере, социологию-то именно при нём удалось поставить».

## Основные работы
- Возникновение частной собственности на движимое имущество, [Хар.], 1947;
- Зростання добробуту радянського народу — закон розвитку соціалістичного суспільства, Київ, 1950;
- Пути послевоенного развития советской экономики. М.: Московский рабочий, 1950;
- О предмете политической экономии, М., 1960;
- О категориях и законах политической экономии коммунистической формации: методологический очерк, 2-е изд., М.: Мысль, 1966;
- Ленинский этап в развитии политической экономии, М., 1967;
- Проблемы современной науки об обществе, М., 1969;
- Истоки и эволюция «идей Мао Цзэ-дуна», М., 1972;
- Возникновение и развитие первобытного способа производства: присваивающее хозяйство. М.: Наука, 1981. — 264 с.
  - Первобытный способ производства: политико-экономические очерки. — М.: Наука. ГРВЛ, 1987. — 328 с.
- Инструментарий экономической науки и практики. Научно-популярный справочник, М.: Знание, 1985 (в соавт. с С. И. Янаевым и Е. Г. Яковенко);
- Главная цель социалистического хозяйствования. М.: Экономика, 1986;
- Капитализм, социализм: их будущее. М.: Наука, 1991.